# سکاپتسه
سکاپتسه (به چکی: Skapce) یک منطقهٔ مسکونی در جمهوری چک است که در ناحیه تاخوو واقع شده‌است. سکاپتسه ۷٫۹۷ کیلومتر مربع مساحت و ۹۱ نفر جمعیت دارد و ۴۹۶ متر بالاتر از سطح دریا واقع شده‌است.